# زاپوریژیا
زاپوریژیا (اوکراینی: Запоріжжя) که زاپوروژیه یا زاپوروژه هم نامیده می‌شود، شهری در جنوب مرکزی کشور اوکراین و در کنارهٔ رود دنیپر است.

این شهر مرکز شهرستان زاپوریژیا و استان زاپوریژیا است. شهر زاپوریژیا در ۷۰ کیلومتری جنوب شهر دنیپروپتروفسک واقع شده‌است.
این شهر در روزگار شوروی یک «شهر مهندسی» بود و این امر تأثیر بدی بر روی محیط زیست آن گذاشت. دگرگونی اوکراین به سوی اقتصاد بازاری از این نگرانی زیست‌محیطی کاسته‌است. گرچه زاپوریژیا شهر چندان جذابی به‌شمار نمی‌آید ولی کشتی‌های گردشی رودخانه دنیپر برای بازدید گردشگران از جزیره خورتیتسیا در این شهر نیز توقف می‌کنند.